# Michael Beisteiner
Michael Beisteiner (* 29. April 1977 in Niederösterreich, Pitten, Bucklige Welt) ist ein österreichischer Schriftsteller. Er lebt und arbeitet in Wien und Kladovo (Serbien).

## Leben
Michael Beisteiner besuchte von 1983 bis 1987 die Katholische Volksschule Sta. Christiana in Frohsdorf. Von 1987 bis 1991 wurde er im Gymnasium der Redemptoristen in Katzelsdorf unterrichtet. Er schloss 1996 die Höhere Bildende Lehranstalt für wirtschaftliche Berufe in Wiener Neustadt ab. Es folgte die Ableistung des Zivildienstes. Im Anschluss studierte er Philosophie und Kultur- und Sozialanthropologie an der Universität Wien. Er brach das Studium ab und begann Reisen durch Europa, Südamerika und Afrika anzutreten.
Seit 2008 ist Beisteiner freier Schriftsteller. Er schrieb für das 25magazine und veröffentlicht Bücher in den Bereichen Prosa, Lyrik und Kinderbuch. Einige seiner Texte wurden ins Griechische übersetzt.
Von 2005 bis 2015 war Beisteiner Sänger und Texter der Hardcore-Punkband S.P.O.R.T. Seit 2017 betreibt er nebenberuflich einen Bauernhof in Kladovo, Serbien. Er ist mit einer Serbin liiert und Vater zweier gemeinsamer Kinder.

## Werke
- Das Leben, der Tod, ein Tanz, Lyrik, Edition Garamond, Wien, 1998, ISBN 3-85306-002-1
- Verteilt im Traum, Lyrik, Edition Garamond, Wien, 2000, ISBN 3-85306-016-1
- Roter Zucker, Roman, kaugummi Verlag, 2007
- Die kreisrunde Reise des Ika Wendou, Kinderroman, Ibera, 2015, ISBN 978-3-85052-340-0
- zwischenlandungen, Lyrik, Arovell, 2018, ISBN 978-3903189270
- Der Tomatenrebell, Kinderbuch, wortweit, 2020, ISBN 978-3-903326-02-6

Beiträge in Anthologien (Auswahl)
- das goldene dachl und seine rätselhafte inschrift, Hrsg. Felix Mitterer, Christian Ide Hintze und Lukas Morscher, Haymon, 2012, ISBN 978-3-85218-674-0
- wiener waagen, von der poesie des ablaufdatums, Texte zu Fotos von Andreas Urban, Hrsg. schule für dichtung in wien und Fritz Ostermayer, Sonderzahl, 2017, ISBN 978-3-85449-485-0
- FUNKHAUS Anthologie, Sonderpublikation anlässlich des 50. Geburtstages von Ö1, Hrsg. IG Autorinnen/Autoren, Gerhard Ruiss und Ulrike Stecher, Verlag Autorensolidarität, 2017[6]
- Anthology of young Austrian poets, griechisch-deutsche Ausgabe, Hrsg. Nestoras Poulakos und Helmuth A. Niederle, Vakxikon, 2019, ISBN 978-960-638-066-2

## Auszeichnungen
- 2017 Arbeitsstipendium des Bundeskanzleramtes Österreich
- 2022 Arbeitsstipendium des BMKÖS Österreich (Prosa)
- 2022 Arbeitsstipendium des BMKÖS Österreich (Lyrik)
- 2023 Kinder- und Jugendbuchstipendium der Literar Mechana
- 2023 Arbeitsstipendium des BMKÖS Österreich (Prosa)
- 2024 Arbeitsstipendium des BMKÖS Österreich (Lyrik)